# San Pedro (Caracena)

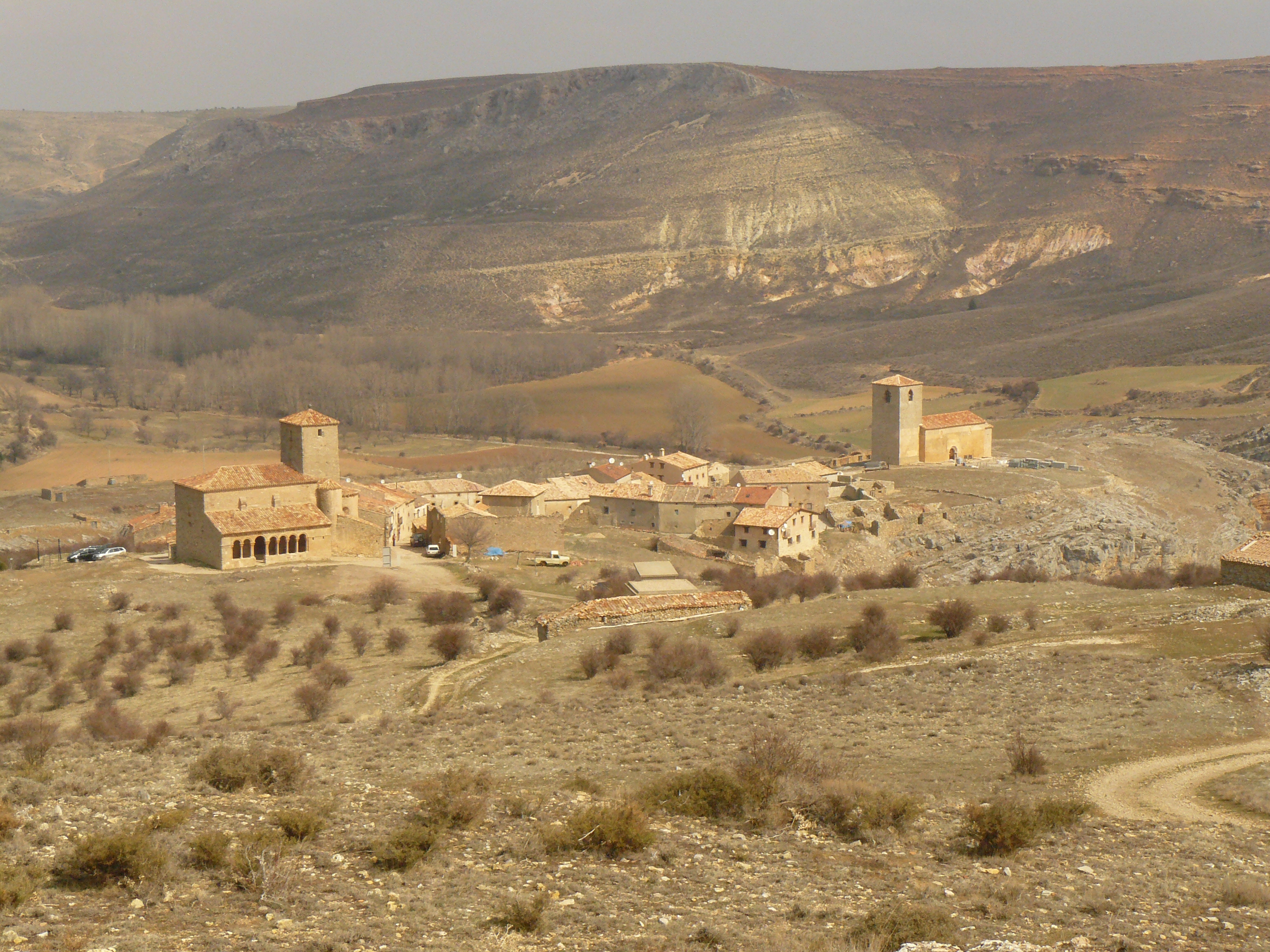
Caracena – Ortsbild mit den Kirchen San Pedro (links) und Santa María (rechts)

Die romanische Kirche San Pedro in dem kleinen Bergdorf Caracena in der nordspanischen Provinz Soria gehört zu einer Gruppe von etwa 60 bis 70 noch existierenden Kirchen mit einer Südvorhalle in den altkastilischen Provinzen Burgos, Soria, Segovia sowie im Nordwesten der Provinz Guadalajara in Kastilien-La Mancha.

## Lage
Die Kirche liegt – ebenso wie die benachbarte Kirche Santa María – in knapp 1.100 Metern Höhe ü. d. M. in der kargen Berglandschaft im Süden der Provinz Soria und zwar bemerkenswerterweise nicht im Zentrum, sondern am Ortsrand von Caracena.

## Geschichte
Über den oder die Auftraggeber und das genaue Jahr des Kirchenbaus liegen keine Informationen vor – einige ordnen ihn dem späten 11., andere der ersten Hälfte des 12. Jahrhunderts zu. In dieser Zeit war Caracena Zentrum eines Bezirks mit über 30 Weilern und Einzelgehöften. Ob aus klimatischen oder anderen Gründen wurden die umliegenden Gehöfte sukzessive aufgegeben und Caracena verarmte seit dem ausgehenden Mittelalter mehr und mehr; die Folge war jedoch, dass die beiden romanischen Kirchen des Ortes nahezu unverändert erhalten blieben.

## Architektur

### Außenbau

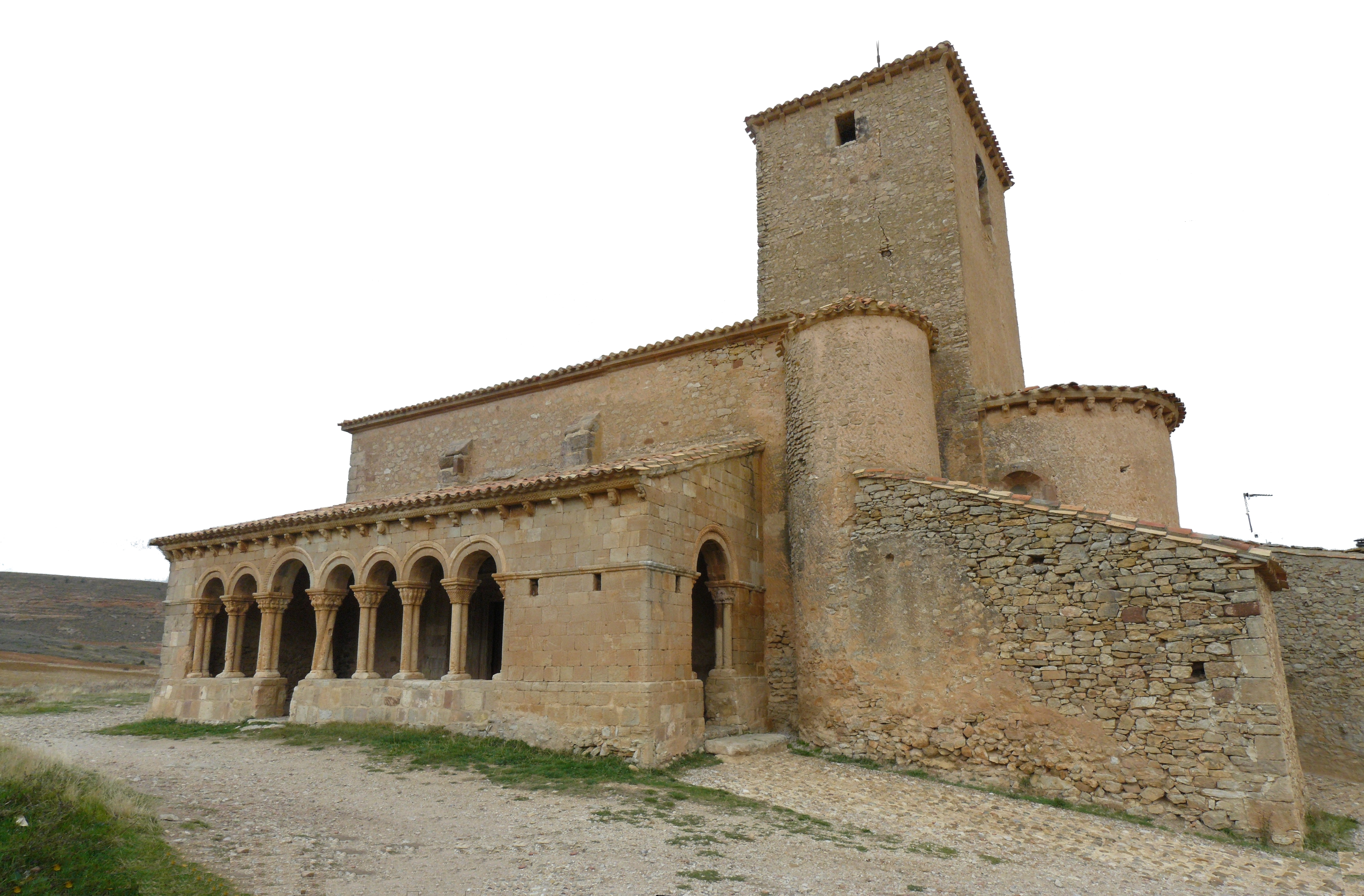
Kirche San Pedro

Die Kirche wird geprägt durch ihren Turm, der sich allerdings nicht im Westen, sondern oberhalb des Vorchorjochs erhebt – beide Platzierungen waren im Mittelalter durchaus möglich und üblich. Der in seinem Grundriss quadratische Turm wird begleitet von einem halbhohen runden Treppenturm; die Wendeltreppe in dessen Innerem führt folglich auch nur bis zur halben Höhe des Hauptturms, danach musste man mittels Leitern bis zu den Glocken weiterklettern. Die halbrunde Apsis ist – ebenso wie die Westfassade – aus weitgehend unbearbeiteten Bruchsteinen errichtet; sie ist vollkommen ungegliedert und – mit Ausnahme eines teilweise figürlichen Konsolenfrieses – unterhalb der Dachtraufe dekorlos gestaltet, was eventuell als Hinweis auf eine frühe Datierung gewertet werden kann. Am Langhaus der Kirche und an den beiden Türmen fehlen derartige Konsolenfriese völlig.

### Südvorhalle
Allein schon durch die exakte Bearbeitung und Vermauerung der Steine unterscheidet sich die Südvorhalle (portico oder galería porticada) vom übrigen Kirchenbau; sie könnte folglich – zusammen mit den stabilisierenden Strebepfeilern – im frühen 12. Jahrhundert hinzugefügt worden sein, was auch durch die Tatsache gestützt wird, dass die Eingänge zur Vorhalle und zur Kirche nicht in einer Flucht liegen. Sieben Arkadenbögen öffnen die Südseite, ein weiterer befindet sich an ihrer Ostseite. Die asymmetrische Anlage der Bögen hat – im Zusammenhang mit dem fehlenden Eingang im Westen und der Schmucklosigkeit der Fassade – zu Spekulationen Anlass gegeben, ob diese nicht in späterer Zeit eingestürzt sein könne – mit der Folge, dass auf der linken Seite zwei Arkadenbögen fehlen. Eine ebensolche Asymmetrie der Südvorhalle findet sich jedoch auch in der etwa 100 Kilometer weiter nördlich gelegenen Kirche von Jaramillo de la Fuente, bei der am originalen Erhaltungszustand nicht zu zweifeln ist.

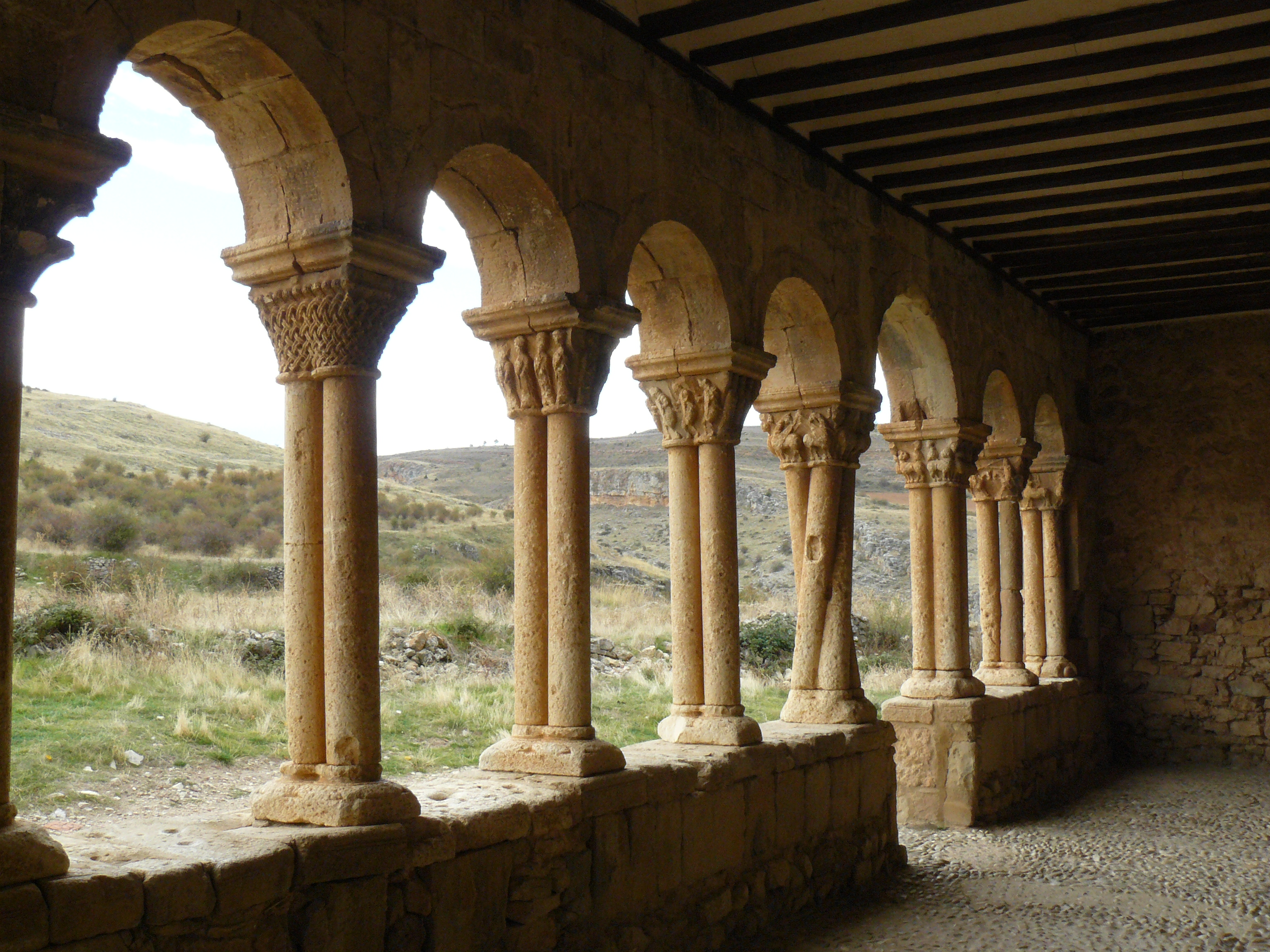
Südvorhalle von innen

Wesentliches Merkmal der Vorhalle sind ihre gekuppelten Doppelsäulen, die sich beidseitig des Eingangs erneut verdoppeln. Die vier Säulen auf der linken Seite verlaufen geradlinig nach oben; die vier Säulen der rechten Seite sind dagegen um eine imaginäre innere Achse herumgedreht – ein auffälliges und recht seltenes Motiv, welches ebenfalls im Kreuzgang des Klosters Santo Domingo de Silos erscheint, der gemeinhin noch dem ausgehenden 11. Jahrhundert zugeordnet wird. Auch zwischen den Kapitellen von Silos und denen von Caracena besteht eine gewisse Verwandtschaft, die vielleicht auf wandernde Steinmetze zurückzuführen ist. Trotz des eher schlechten Erhaltungszustandes lassen sich figürliche und abstrakte Motive unterscheiden: Es finden sich kämpfende oder tjostierende Ritter und eine Wildschweinjagd mit Hunden ebenso wie ein gut erhaltenes Doppelkapitell in Korbform. Bis auf das fünfte Kapitell, das möglicherweise schlafende Wächter (Soldaten) und die Jungfrauen am leeren Grab Christi zeigt, fehlen – für diese Zeit aber durchaus nicht unüblich – biblische Themen.

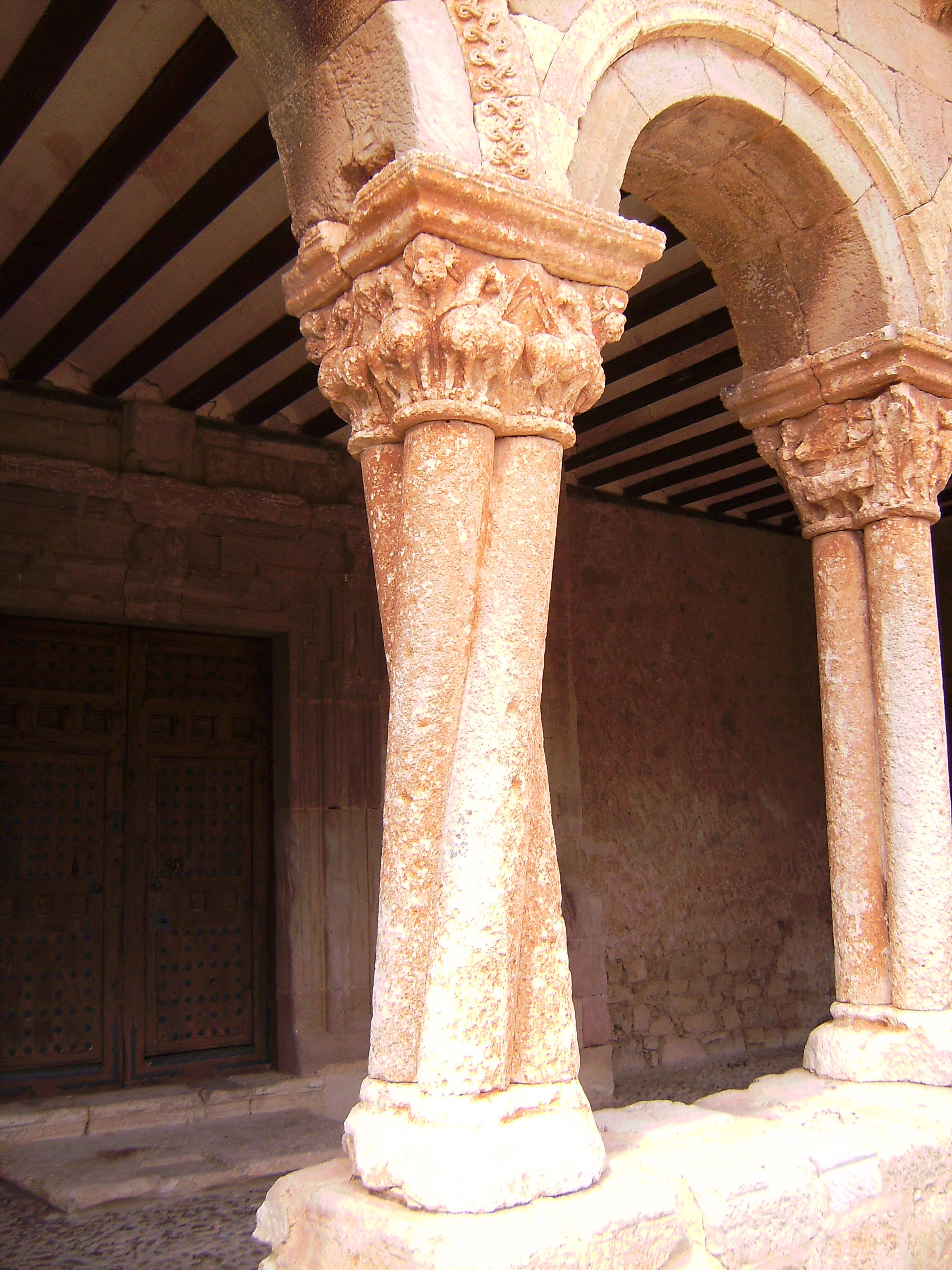
Gedrehte Säule mit Kapitell
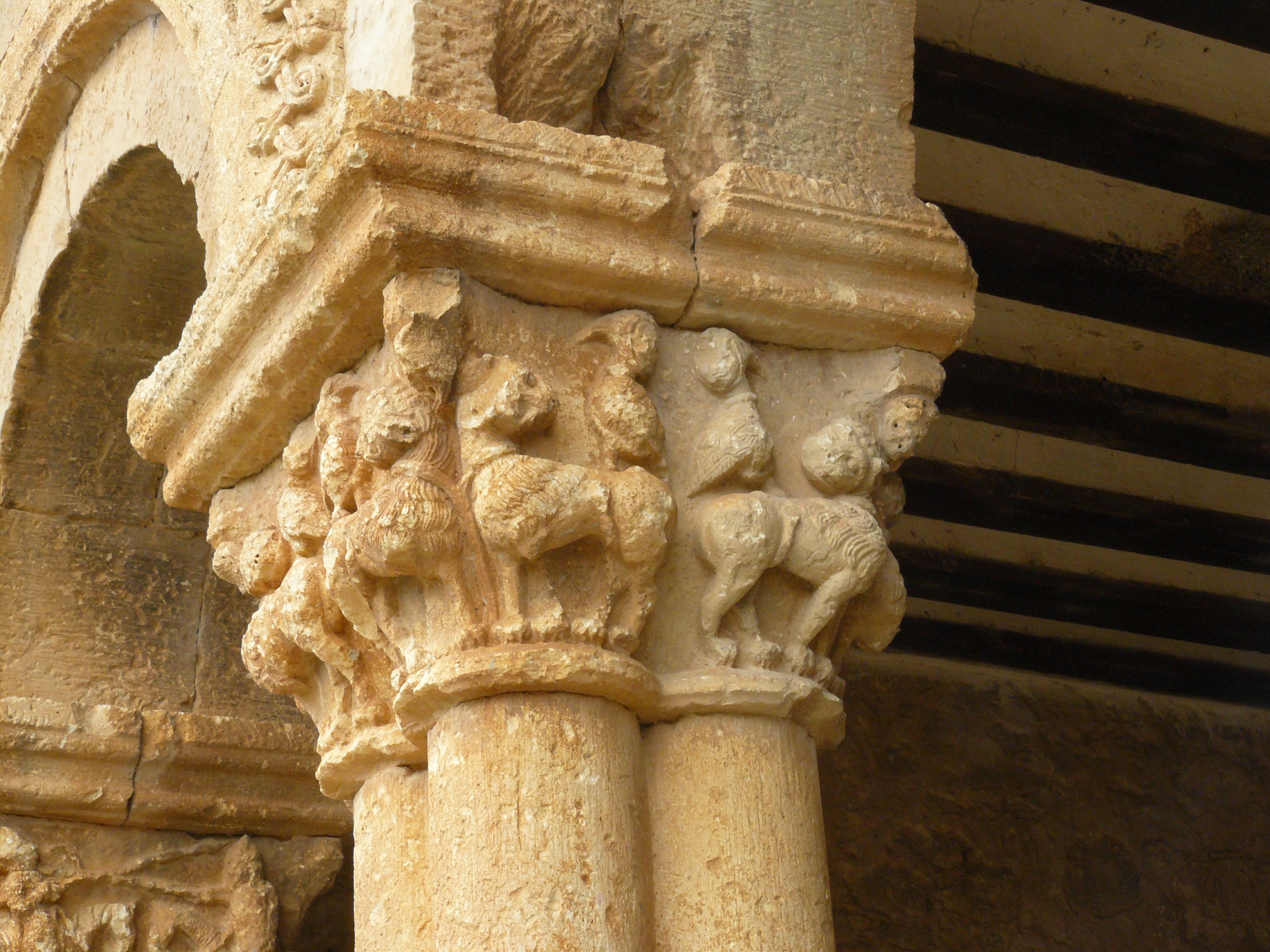
Kapitell mit Löwen und Vogelwesen mit Kapuzen
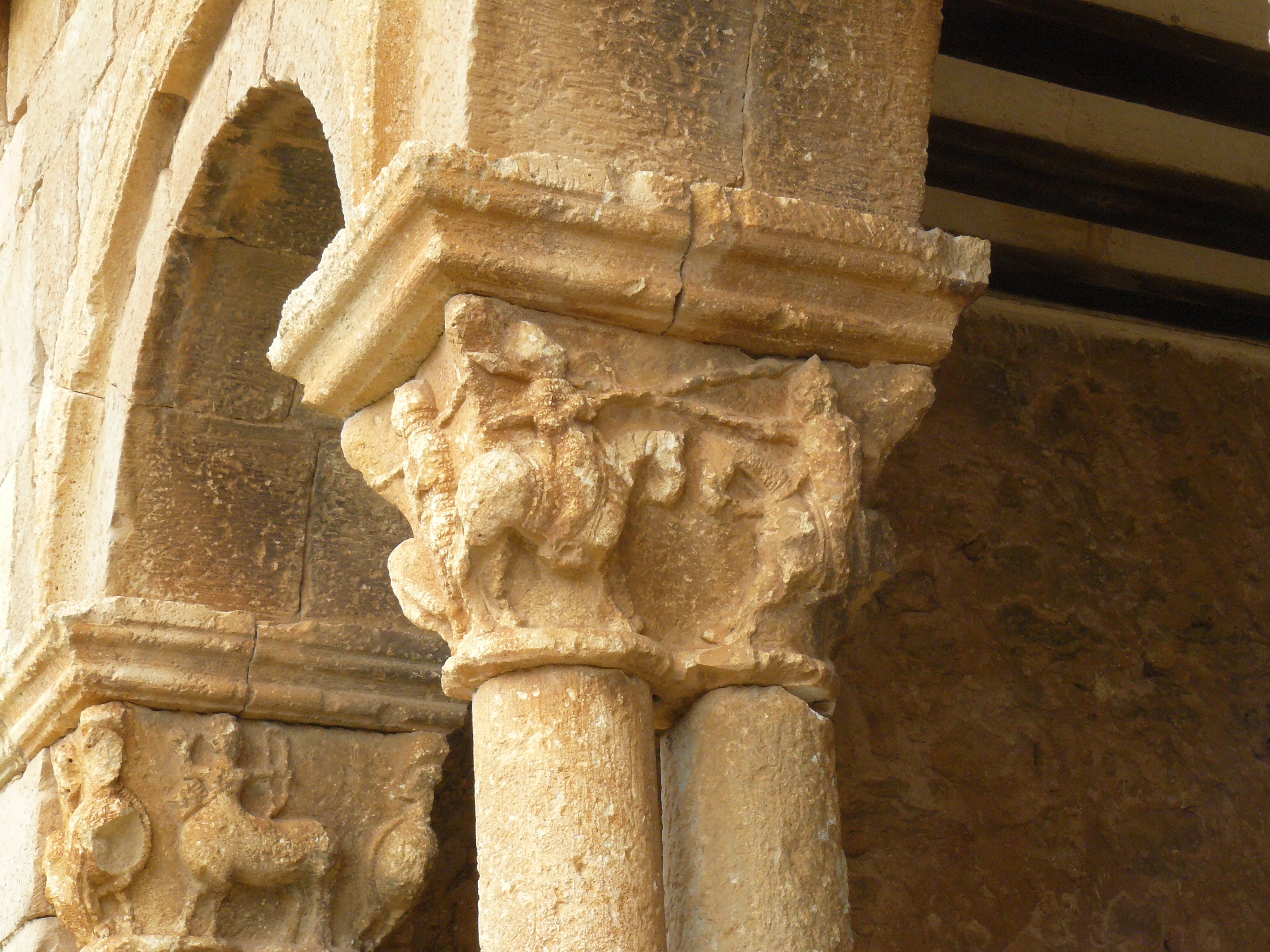
Kapitell mit kämpfenden Rittern (Turnier?)
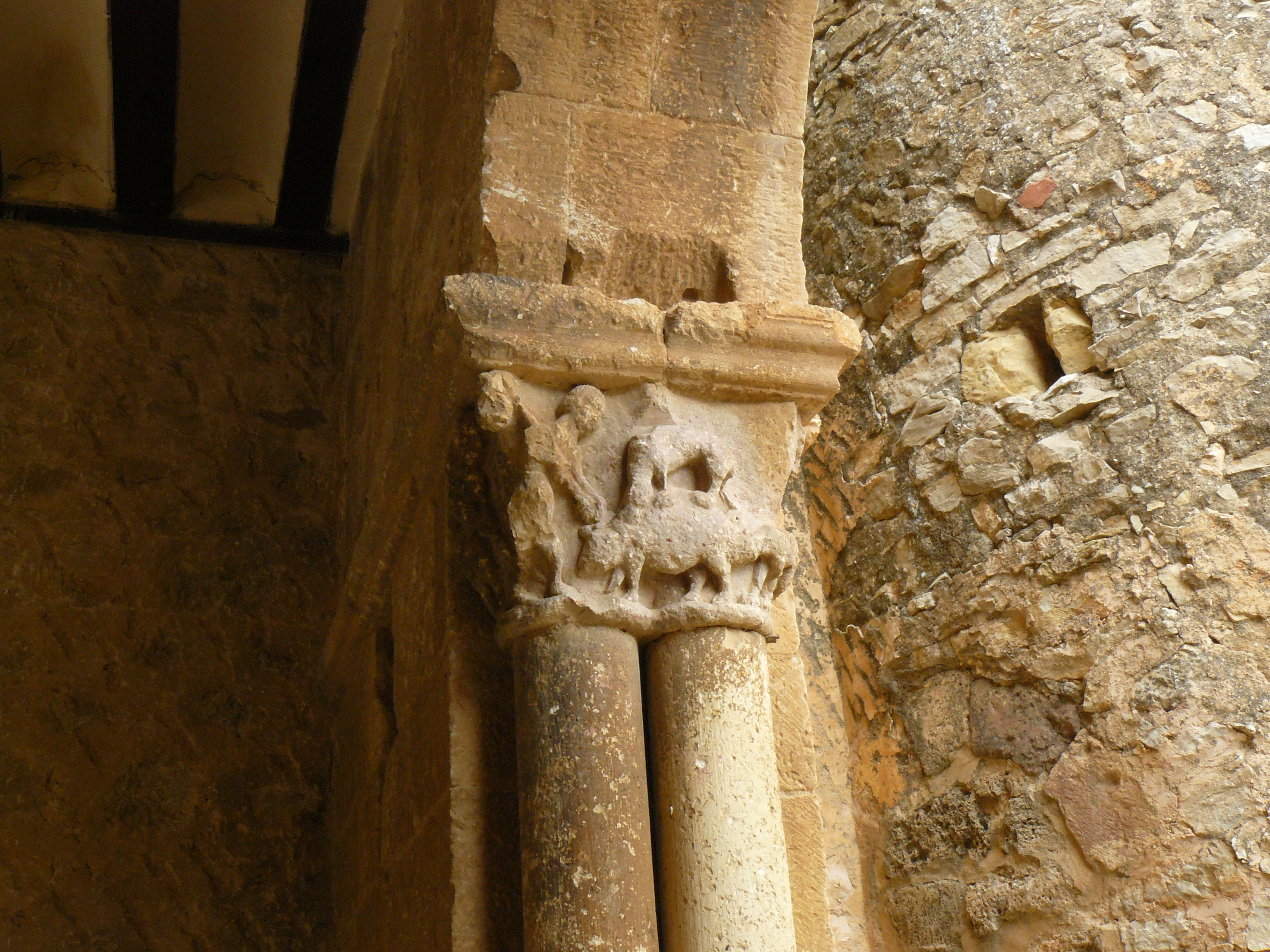
Kapitell mit Wildschweinjagd (?)

### Innenraum
Der einschiffige Innenraum der Kirche ist tonnengewölbt und hat Gurtbögen als Unterzüge; die Wände des Vorchorjochs und der Apsis sind gegenüber den beiden Langhausjochen leicht erhöht und nach innen eingezogen. Auch der Westteil der Kirche ist durch Mauervorsprünge vom übrigen Langhaus abgegrenzt. Ob das Innere der Kirche ehemals ausgemalt war, lässt sich nicht mehr feststellen.